# Disa purpurascens
Disa purpurascens es una especie de orquídea de hábito terrestre originaria de Sudáfrica.
Es una orquídea, perteneciente a la subtribu Disinae.  Aunque fue brevemente clasificada como Herschelianthe por unos pocos años después de 1983,  los análisis moleculares recientes demostraron que su mejor posición era el género  Disa.

## Descripción
Esta es una planta de aspecto delicado con apariencia de gramínea, con unas pocas hojas tiernas, inflorescencias con pocas flores, generalmente azules, y el labio ovalado a menudo con flecos en los márgenes.
Se trata de una orquídea de tamaño mediano, que prefiere el clima frío, es de hábito terrestre. Florece en una inflorescencia terminal de 50 cm de largo. La floración se produce en la primavera.

## Distribución y hábitat
Se encuentra en el sudoeste de la Provincia del Cabo  en áreas secas y rocosas o pedregosas, a pleno sol en alturas desde el nivel del mar hasta los 300  metros.

## Taxonomía
Disa purpurascens fue descrita por Harry Bolus  y publicado en Journal of the Linnean Society, Botany 20: 482. 1884.
Etimología
Disa : el nombre de este género es una referencia a  Disa, la heroína de la mitología nórdica hecha por el botánico Carl Peter Thunberg.
purpurascens: epíteto latino que significa "púrpura".
Sinonimia
- Herschelia purpurascens (Bolus) Kraenzl. 1900;
- Herschelianthe purpurascens (Bolus) Rauschert 1983 [5][6][3]